# روجيليو فونيس موري
روجيليو غابرييل فونيس موري (بالإسبانية: Rogelio Gabriel Funes Mori) وهو لاعب كُرة قدم أرجنتيني في مركز الهجوم ولد في يوم 5 مارس 1991 في مدينة ميندوزا في الأرجنتين ويلعب حالياً مع نادي إسكيشهر سبور وسبق له اللعب مع نادي بنفيكا ونادي ريفر بليت ونادي إف سي دالاس ولعب مع منتخب الأرجنتين لكرة القدم ويبلغ طوله 185 سم، وهو الشقيق التوأم للاعب راميرو فونيس موري.

## مسيرته الكروية
لعب روجيليو فونيس موري خلال مسيرته الاحترافية مع 5 أندية في اثنا عشر موسمًا وسجل خلالها 111 هدف ضمن 277 مباراة. حيث فاز في موسم واحد بالكأس وفي موسمين بالدوري.
خاض روجيليو فونيس موري مسيرته مع نادي ريفر بليت في موسم 2009–10 ليلعب معه أربعة مواسم، مشاركًا في 97 مباراة سجل خلالها 20 هدف. ثم انتقل إلى نادي بنفيكا في موسم 2013–14 لمدة موسم واحد، حيث شارك في مباراتين ولم يسجل أي هدف. لينتقل بعدها إلى نادي إسكيشهرسبور في موسم 2014–15 لمدة موسم واحد، مشاركًا في 29 مباراة سجل خلالها 8 أهداف. ثم انتقل إلى نادي مونتيري في موسم 2015–16 ليلعب معه خمسة مواسم، مشاركًا في 137 مباراة سجل خلالها 70 هدف.

## روابط خارجية
- روجيليو فونيس موري على موقع اتحاد تركيا (لاعب) (الإنجليزية)
- روجيليو فونيس موري على موقع قاعدة بيانات كرة القدم.إي يو (الإنجليزية)
- روجيليو فونيس موري على موقع ناشيونال فوتبول تيمز (الإنجليزية)
- روجيليو فونيس موري على موقع Soccerway.com (الإنجليزية)
- روجيليو فونيس موري على موقع عالم كرة القدم.نت (الإنجليزية)
- روجيليو فونيس موري على موقع AS.com (الإسبانية)